# Атиково
Ати́ково (рос. Атыково, чув. Атăк) — присілок у складі Канаського району Чувашії, Росія. Входить до складу Сеспельського сільського поселення.
Населення — 188 осіб (2010; 254 у 2002).
Національний склад:
- чуваші — 99 %